# Камптозавр
Камптозавр (лат. Camptosaurus, от др.-греч. καμπτός σαῦρος — сгибающийся/гибкий ящер) — род растительноядных птицетазовых динозавров, живших в конце юрского периода (161,2—145,0 млн лет назад) на территории западной части современных США.

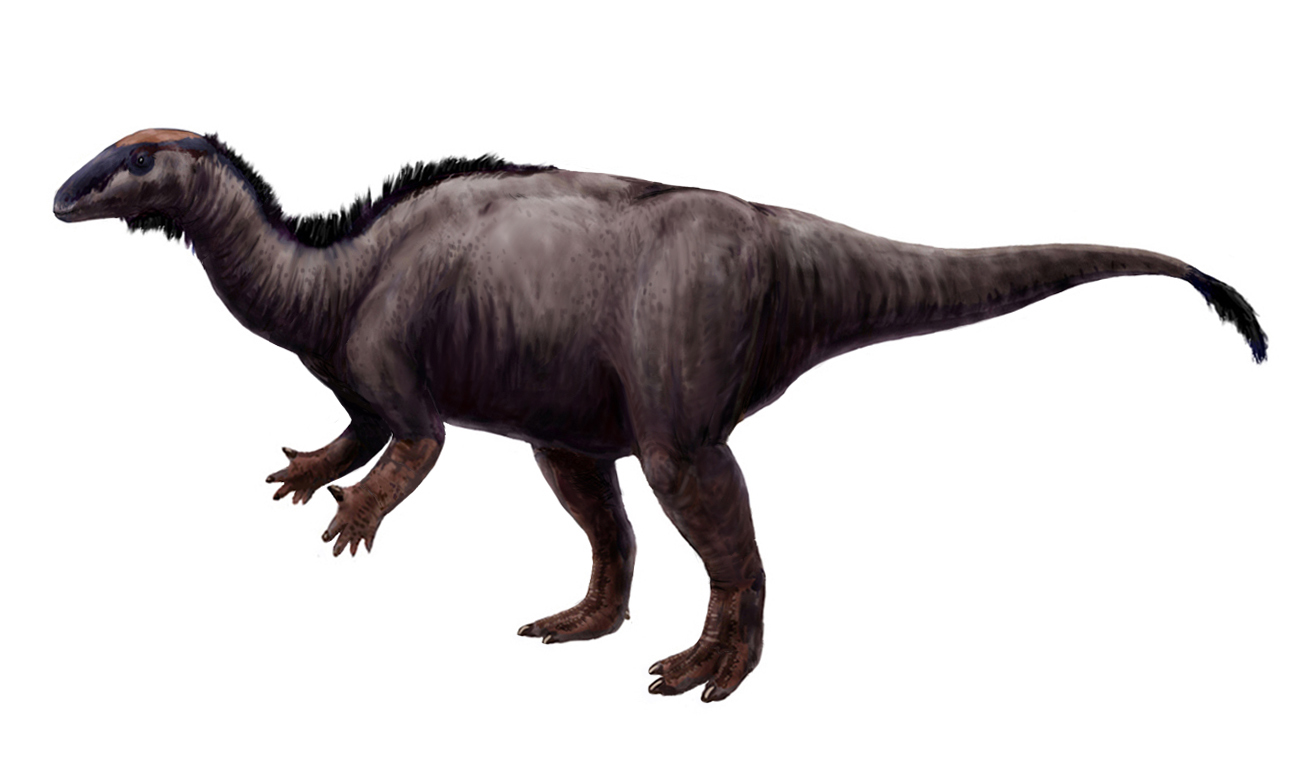
Реконструкция внешнего облика

## Описание
Длина тела составляла до 8 метров, высота — около 2 метров, вес — порядка 700—800 килограммов. Первый вид рода был описан в 1879 году. Передвигался, как считается, на двух лапах, хотя строение пальцев на передних позволяет предположить, что он мог перемещаться и на всех четырёх. Также считается, что своё массивное тело в равновесии он поддерживал за счёт тяжёлого хвоста. Голова была удлинённой, во рту было несколько рядов зубов. Каких-либо природных средств защиты от хищников, наподобие брони или рогов, не имел.

## Классификация
По данным сайта Fossilworks, на апрель 2020 года включает 1 вид, с которым синонимизировано ещё 5:
- Camptosaurus dispar (Marsh, 1879), синонимы[5]:
  - Brachyrophus altarkansanus Cope, 1878
  - Camptosaurus browni Gilmore, 1909
  - Camptosaurus medius Marsh, 1894
  - Camptosaurus nanus Marsh, 1894
  - Camptonotus dispar Marsh, 1879 (первоначальное название)
  - Comptonotus dispar (Marsh, 1879)
  - Symphyrophus musculosus Cope, 1878